# Rue Charles-Brunellière
La rue Charles-Brunellière est une voie de la ville de Nantes, dans le département français de la Loire-Atlantique.

## Situation et accès
Située à la limite des quartiers du Centre-ville et de Dervallières - Zola, cette artère rectiligne, longue de 150 mètres, relie la place du Commandant-Jean-L'Herminier à la place René-Bouhier

## Origine du nom
Elle rend hommage à Charles Brunellière, adjoint au maire, créateur de la Bourse du Travail.

## Historique
Selon Édouard Pied, la rue est mentionnée dans un acte de vente de terrain dans le Pré Lévesque en 1727, puis en 1730, dans un procès-verbal d’alignement sollicité par les Administrateurs du Sanitat, tout proche. L'artère, d'abord simple chemin, ne fut nivelée qu’en 1847.
Elle prend sa dénomination actuelle par délibération du conseil municipal du 14 novembre 1922, afin de ne pas alimenter la confusion avec le boulevard de Launay situé dans son prolongement au-delà de la place René-Bouhier. 

## Bâtiments remarquables et lieux de mémoire

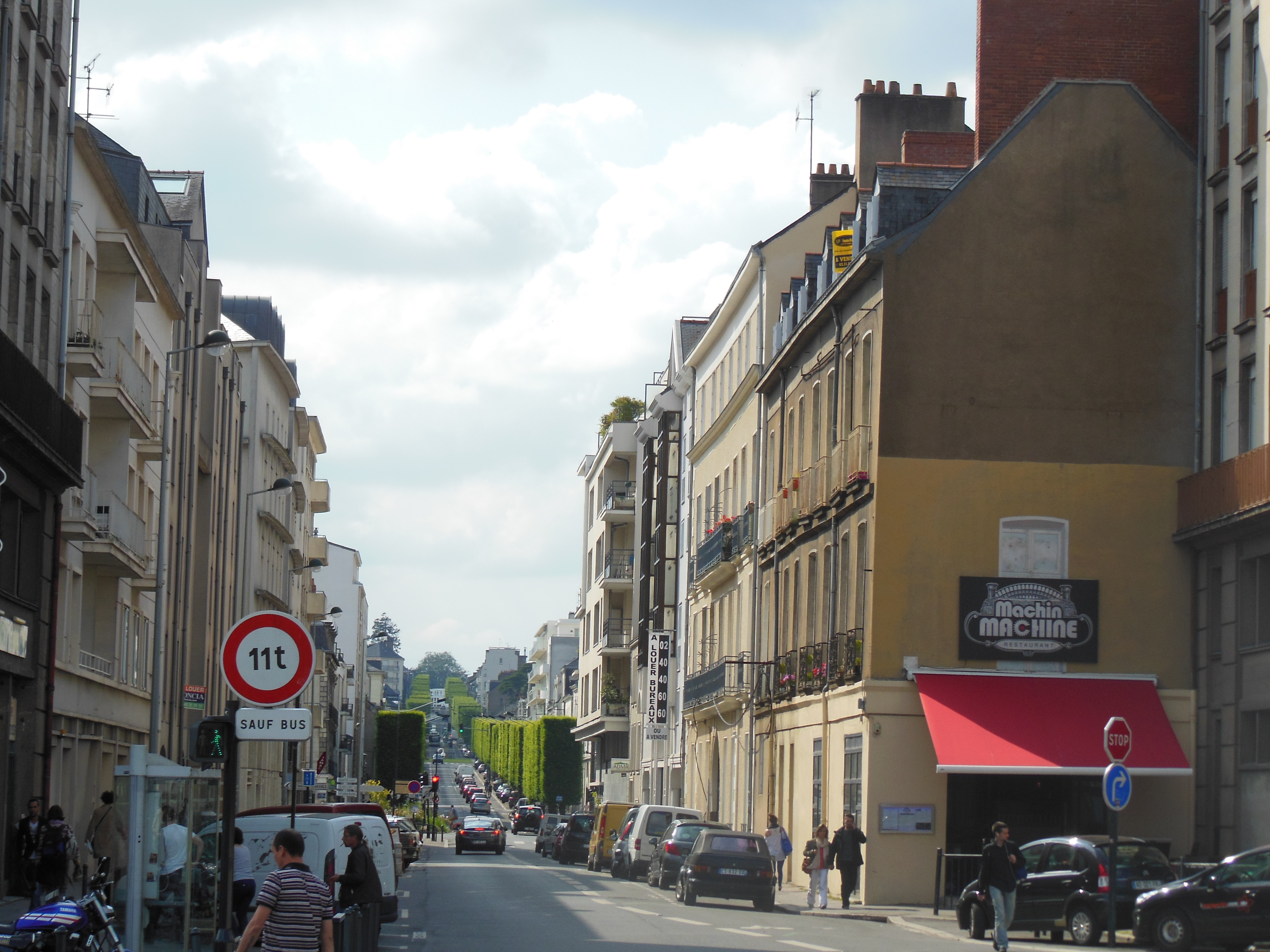
Rue Charles-Brunellière, prolongée par la place René-Bouhier et le boulevard de Launay
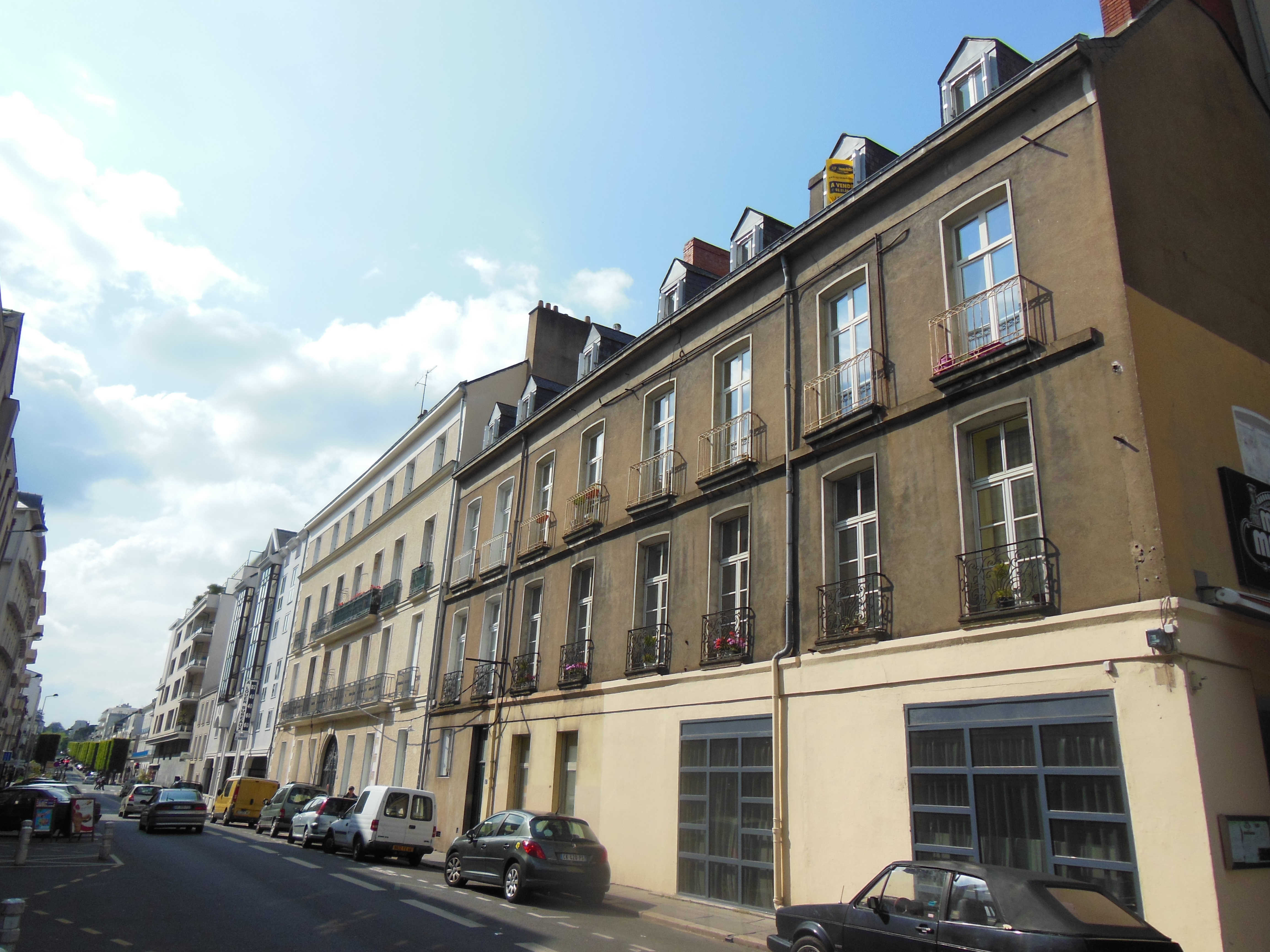
Rue Charles-Brunellière, façades orientées à l'ouest
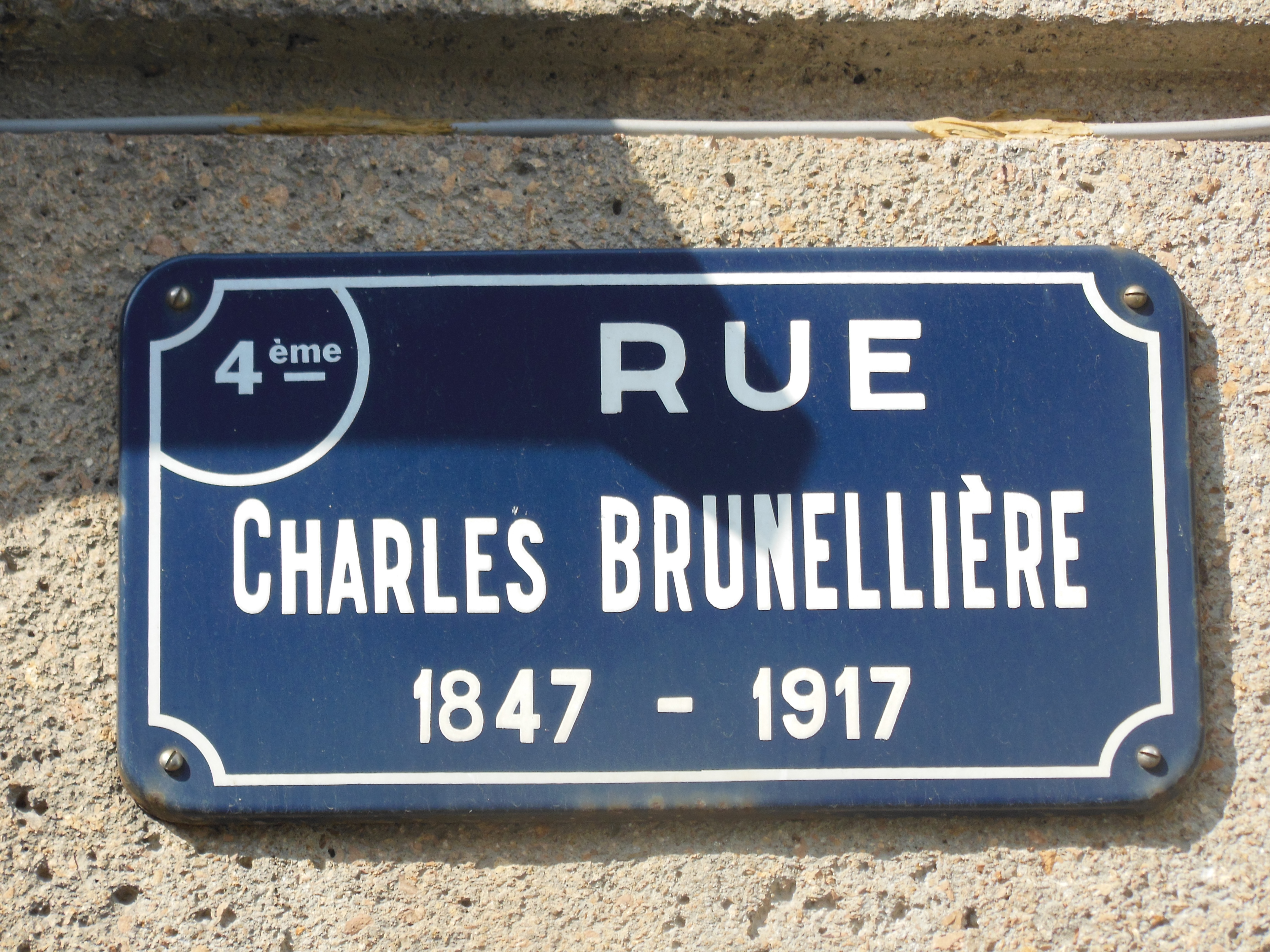
Panneau